# تاريخ اليهود في بلغاريا

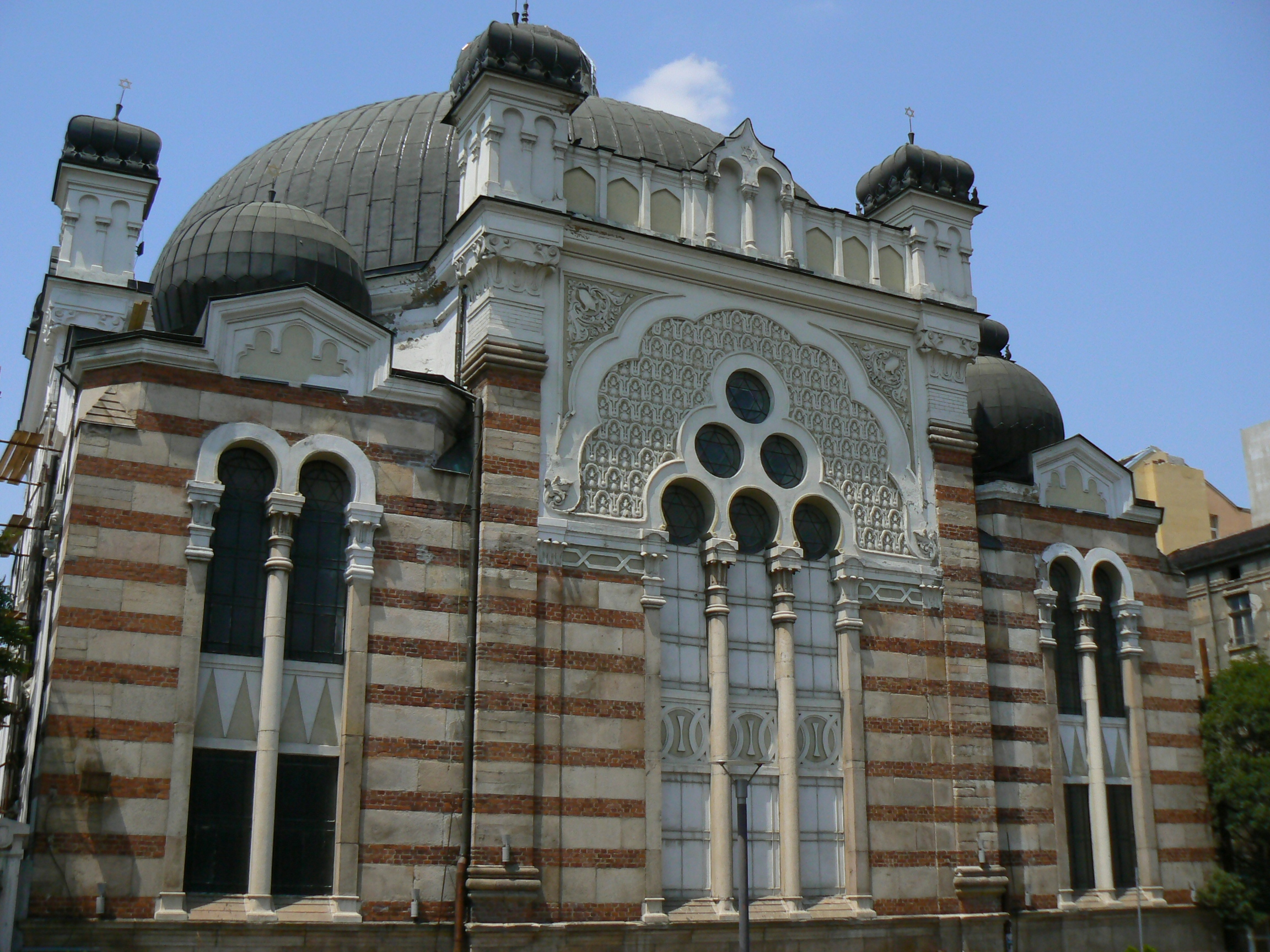
كنيس صوفيا الذي يرجع تاريخ إنشاءه إلى سنة 1909

يعود تاريخ اليهود في بلغاريا إلى ما يقرب من 2,000 سنة. تواجد اليهود باستمرار في الأراضي البلغارية التاريخية منذ القرن الثاني قبل الميلاد، ولعبوا دورًا هامًا في تشكيل تاريخ بلغاريا.
يعيش غالبية اليهود البلغاريين اليوم في إسرائيل، في حين ما زالت بلغاريا في العصر الحديث في موطنًا لأعداد صغيرة من اليهود.

## الحقبة الرومانية

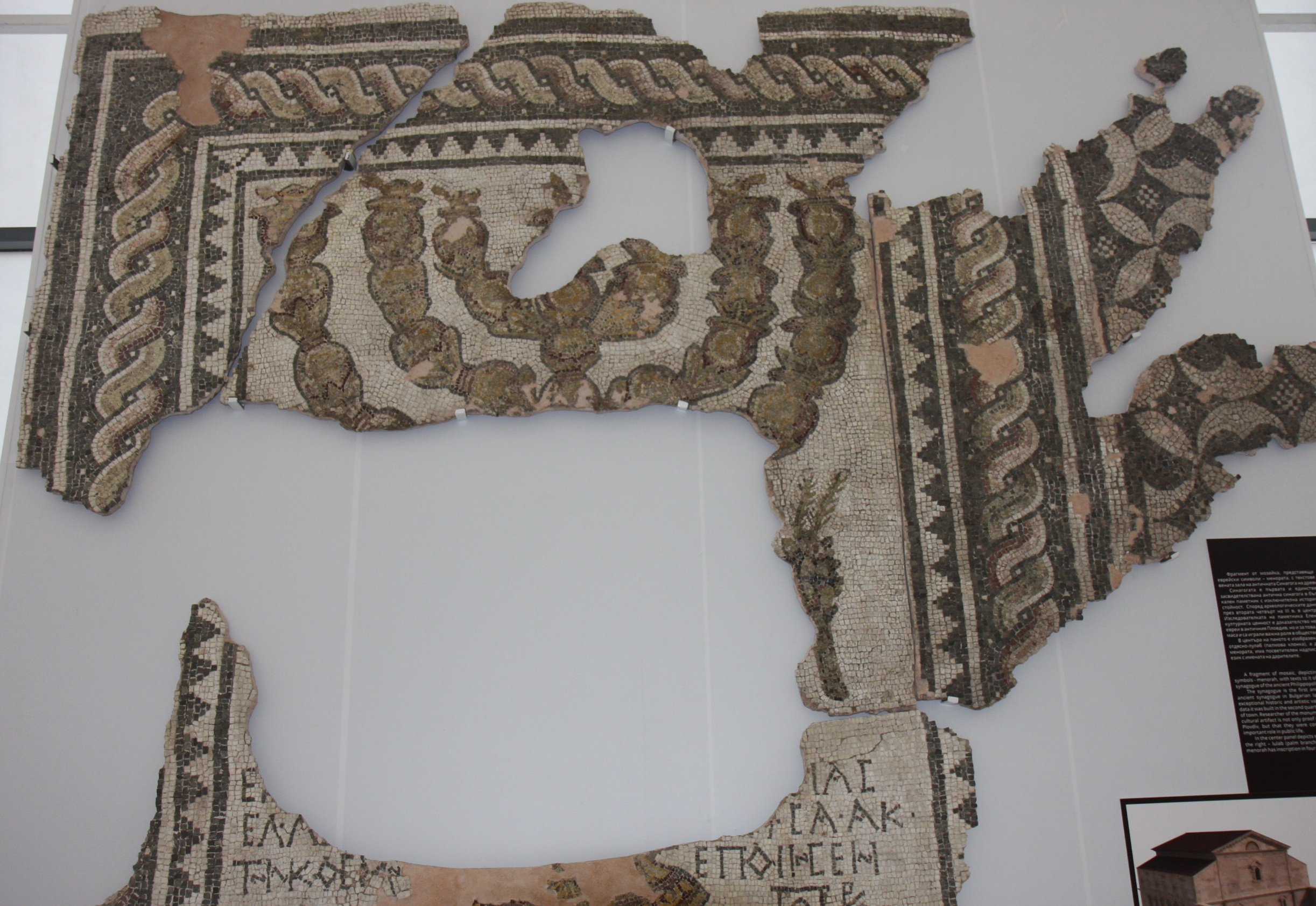
قطعة فسيفساء من كنيس فيليبوبوليس القديم في المتحف الأثري الإقليمي في بلوفديف

يُعتقد أن اليهود استقروا في المنطقة بعد الغزو الروماني عام 46 ح.ع. عثر على آثار معابد تعود للقرن الثاني في بلوفديف، ونيقوبوليس، وأويسكوس، وجيجن، ومقاطعة بلفن، وستوبي، ومقدونيا الشمالية. عُثر على أقدم قطعة أثرية مكتوبة تشير إلى وجود جالية يهودية في مقاطعة مويزيا السفلى الرومانية، وهي عبارة عن نقش لاتيني يعود لأواخر القرن الثاني ح.ع.، عثر عليها تحديدًا في أولبيا أويسكوس، ويظهر بها شمعدان، وذكر أركيسيناغوجوس. يشهد يوسيفوس فلافيوس على وجود السكان اليهود في المدينة، كما أن مرسوم الإمبراطور الروماني ثيودوسيوس الأول سنة 379 بشأن اضطهاد اليهود وتدمير الكنس في إيليريا، وتراقيا هو دليل على الاستيطان اليهودي المبكر في بلغاريا.

## الإمبراطورية البلغارية
بعد تأسيس الإمبراطورية البلغارية الأولى والاعتراف بها عام 681، يعتقد أنه استقر فيها عددٌ من اليهود الذين عانوا من الاضطهاد في الإمبراطورية البيزنطية.
استقر اليهود أيضًا في نيقوبوليس عام 967. وصل بعضهم من جمهورية راغوزا وإيطاليا عندما سمح إيفان آسين الثاني للتجار من هذه الأراضي بالتجارة في الإمبراطورية البلغارية الثانية. لاحقًا، تزوج إيفان أليكسندر من امرأة يهودية تدعى سارة (تيودورا) اعتنقت المسيحية وكان لها تأثير كبير في بلاط الملك. أقنعت زوجها في إنشاء تساردوم فيدين لابنها ايفان شيشمان الذي كان يهوديًا أيضًا وفقا للهالاخاه اليهودي الذي يحدد دين الطفل بحسب دين الأم. على الرغم من ماضيها اليهودي، كانت مؤيدة للكنيسة بقوة، خصوصًا في تلك الأوقات التي خرجت فيها موجة معاداة السامية. على سبيل المثال، أمر مجلس الكنائس عام 1352 بطرد اليهود البلغاريين بسبب «النشاط الهرطقي»، (ولو أن هذا المرسوم لم ينفذ بصرامة). تعرض اليهود بعد ذلك للاعتداء والضرب. في إحدى الحالات، قتلت جماعةٌ ثلاثةَ يهود كان قد حكم عليهم بالإعدام، على الرغم من إلغاء الحكم من التسار.
انتمى يهود بلغاريا في العصور الوسطى إلى الرومانيوت حتى القرن الرابع عشر إلى الخامس عشر، عندما بدأ وصول يهود الأشكناز من المجر (1376) وأجزاء أخرى من أوروبا.

## الحكم العثماني
بعد الغزو العثماني للإمبراطورية البلغارية (1396)، كانت هناك مجتمعات يهودية ضخمة في فيدين، ونيقوبوليس، وسيليسترا ، وبلفن، وصوفيا، ويامبل، وبلوفديف، وستارا زاغورا.
في عام 1470 ، وصل يهود الأشكناز المنفيون من بافاريا، ولاحظ المسافرون المعاصرون أنه يمكن سماع اللغة اليديشية غالبًا في صوفيا. طبع حاخام صوفيا في منتصف القرن السادس عشر كتاب صلاة أشكنازي في سلانيك. منذ عام 1494، هاجر اليهود السفارديون المنفيون من إسبانيا إلى بلغاريا عبر سلانيك، ومقدونيا، وإيطاليا، وراجوزا، والبوسنة. استقروا في مراكز سكانية يهودية كانت موجودة من قبل، وكانت أيضًا المراكز التجارية الرئيسية في بلغاريا المحكومة من الدولة العثمانية. في ذلك الوقت، استضافت صوفيا ثلاثة مجتمعات يهودية منفصلة: الرومانيوت، والأشكناز، والسفاريين، واستمر ذلك حتى عام 1640، عندما عُيّن حاخام واحد لكل المجموعات الثلاث.
في القرن السابع عشر، أصبحت أفكار شبتاي تسفي مشهورة في بلغاريا، وكان أنصار حركته، مثل ناثان غزة، وصموئيل بريمو، نشطين في صوفيا. استمر اليهود في الاستيطان في أنحاء مختلفة من البلاد (من ضمن ذلك المراكز التجارية الجديدة مثل بازارجيك)، وتمكنوا من توسيع نشاطهم الاقتصادي بفضل الامتيازات التي منحت لهم، وبسبب استبعاد العديد من تجار راغوزا الذين شاركوا في انتفاضة تشيبروفتسي عام 1688.

## بلغاريا الحديثة
تشكلت دولة حديثة تابعة للدولة البلغارية بموجب معاهدة برلين، التي أنهت الحرب الروسية التركية عام 1877-78. بموجب أحكام تلك المعاهدة، منح اليهود البلغاريون في البلد الجديد حقوقًا متساوية. في عام 1909، أُعلن معبد صوفيا الجديد الضخم مكانًا مقدسًا يهوديًا بحضور ملك بلغاريا فرديناند الأول، وعددٍ من الوزراء، والضيوف، ويعد ذلك حدثًا مهمًا بالنسبة إلى اليهود البلغار. جُنّد اليهود في الجيش البلغاري، وحاربوا في الحرب الصربية البلغارية (1885)، وفي حروب البلقان (1912-13)، وفي الحرب العالمية الأولى. تشير التسجيلات إلى أن 211 جنديًا يهوديًا من الجيش البلغاري لقوا مصرعهم خلال الحرب العالمية الأولى. أكدت معاهدة نويي بعد الحرب العالمية الأولى على مساواة اليهود مع المواطنين البلغاريين الآخرين. في عام 1936، أنشئت المنظمة القومية المعادية للسامية راتنيك.
في السنوات التي سبقت الحرب العالمية الثانية، كان معدل النمو السكاني في المجتمع اليهودي أقل من معدل نمو المجموعات العرقية الأخرى. في عام 1920، بلغ عددهم 16,000 يهوديًا، أي حوال 0.9% من البلغاريين. بحلول عام 1934، على الرغم من أن عدد اليهود قد ارتفع إلى 48,565، وكان نصفهم تقريبًا يعيشون في صوفيا، فإن عددهم هذا لم يشكل سوى 0.8% من إجمالي السكان. كانت اللغة الإسبانية اليهودية اللغة المهيمنة في معظم المجتمعات المحلية، لكن الشباب غالبًا ما فضلوا التحدث باللغة البلغارية. كانت الحركة الصهيونية مهيمنة تمامًا بين السكان المحليين منذ تشكل مجموعة أحباء صهيون.

## الحرب العالمية الثانية
لكونها مستفيدة من الاتفاق الألماني السوفيتي الموقع في أغسطس 1939، تنافست بلغاريا مع دول أخرى للحصول على ود ألمانيا النازية من خلال إيماءات التشريع المعادي للسامية. كانت بلغاريا تعتمد على ألمانيا اقتصاديًا، حيث كانت ألمانيا تستأثر بنحو 65٪ من تجارتها في عام 1939، كما كانت ملزمة عسكريًا بعقد صفقة أسلحة. مارس القوميون البلغاريون المتشددون الضغوط من أجل العودة إلى الحدود الموسعة لمعاهدة سان ستيفانو عام 1878. في 7 سبتمبر 1940، أعيدت دوبروجا الجنوبية، التي منحت لرومانيا بموجب معاهدة بوخارست عام 1913، إلى السيطرة البلغارية بموجب معاهدة كرايوفا، التي صيغت تحت ضغوط ألمانية. صدر قانون الجنسية في 21 نوفمبر 1940، الذي منح الجنسية البلغارية إلى سكان الإقليم المنضم، بمن فيهم نحو 500 يهودي، إلى جانب اليونانيين والأتراك والرومانيين في الإقليم. لم تتكرر هذه السياسة في الأراضي التي احتلتها بلغاريا أثناء الحرب.
في يوليو 1940، بدأت السلطات البلغارية في صياغة سياسات تمييز ضد اليهود. في ديسمبر 1940، صعد 352 من أفراد الجالية اليهودية البلغارية على متن سفينة أس. أس. سلفادور في فارنا متجهة إلى فلسطين. غرقت السفينة على بعد مسافة 100 متر قبالة ساحل سيليفري، غرب إسطنبول. غرق 223 راكبًا وماتوا بسبب تعرضهم لمياه شديدة البرودة. أعيد نصف الناجين البالغ عددهم 123 إلى بلغاريا، بينما سُمح للباقين بالصعود إلى السفينة دارين 2 والاستمرار في طريقهم إلى فلسطين، حيث سجنتهم سلطات الانتداب البريطاني في عتليت.
في يناير 1941، سن الملك بوريس الثالث قانون حماية الأمة، الذي قُدم إلى البرلمان البلغاري في أكتوبر، وأقره في 24 ديسمبر 1940، وهو القانون الذي فرض قيودًا قانونية عديدة على اليهود في بلغاريا. اقترح وزير الداخلية وزعيم راتنك السابق بيتار جابروفسكي مشروع القانون على البرلمان في أكتوبر 1940.